# Vi Thanh
Vi Thanh er en vietnamesisk by med et indbyggertal (pr. 2010) på cirka 96.000. Byen er hovedstad i Hau Giang., der er 118 km2. Byen er 47 km sydvest for Cantho. Byen blev provinshovedstaden i 2003.